# ضربه اول (استراتژی هسته‌ای)
در راهبرد هسته‌ای، حمله اول یا حمله پیش‌دستانه، یک جنگ غافلگیرانه پیشگیرانه با استفاده از نیروی قاطع است. قابلیت حمله اول، توانایی یک کشور برای شکست دادن یک قدرت هسته‌ای دیگر با نابود کردن زرادخانه آن به حدی است که کشور مهاجم بتواند از تلافی ضعیف جان سالم به در ببرد، در حالی که طرف مقابل قادر به ادامه جنگ نباشد. روش ترجیحی، حمله به تاسیسات سلاح‌های هسته‌ای استراتژیک دشمن (سیلوهای موشکی، پایگاه‌های زیردریایی، فرودگاه‌های بمب‌افکن)، مراکز فرماندهی و کنترل و انبارهای ذخیره در مرحله اول است. این استراتژی ضد نیرو نامیده می‌شود.

## پیشینه تاریخی
حمله اول، استفاده از قابلیت حمله هسته‌ای اول، در طول جنگ سرد بین ناتو و بلوک شرق به شدت مورد هراس بود. در مقاطع مختلف، ترس از حمله اول در هر دو طرف وجود داشت. تغییرات اشتباه در وضعیت و تغییرات به خوبی درک شده در فناوری مورد استفاده هر طرف، اغلب منجر به گمانه‌زنی در مورد اهداف دشمن می‌شد.